# Lode Ceyssens
Lode Jozef Ceyssens (Bree, 13 maart 1972) is een Belgisch voormalig politicus voor de CD&V, van 2003 tot en met 2018 burgemeester van Meeuwen-Gruitrode en van 2019 tot 2021 van Oudsbergen. In 2021 stapte hij over naar de Boerenbond.

## Opleiding en eerste werkervaring
Van opleiding industrieel ingenieur landbouw, een diploma dat hij in 1995 behaalde aan het Hoger Instituut der Kempen in Geel, werd Lode Ceyssens beroepshalve van 1995 tot 1996 procesengineer bij Procter & Gamble. Vervolgens was hij van 1996 tot 1999 bediende bij de Groene Kring, van 1999 tot 2001 organisatieconsulent van de Boerenbond, van 2001 tot 2004 directeur van de vzw 't Zuivelcentrum en van 2004 tot 2009 beleidsmedewerker van de Vlaamse ministers Kris Peeters en Hilde Crevits.

## Gemeentepolitiek
Ceyssens werd in oktober 1994 verkozen tot gemeenteraadslid in Meeuwen-Gruitrode, wat hij bleef tot in 2018. Van 2000 tot 2009 was hij tevens provincieraadslid van Limburg. Van 2001 tot 2003 was hij in Meeuwen-Gruitrode eerste schepen, bevoegd voor Jeugd, Ruimtelijke Ordening, Toerisme, Landbouw en Milieu in Meeuwen-Gruitrode. Daarna was hij van januari 2003 tot december 2018 burgemeester van de gemeente. 
Samen met Benny Spreeuwers, burgemeester van Opglabbeek, stond Lode Ceyssens aan de wieg van de fusie van Meeuwen-Gruitrode en Opglabbeek, dat vanaf 2019 Oudsbergen werd. Tijdens de gemeenteraadsverkiezingen op 14 oktober 2018 behaalde Ceyssens met zijn partij de absolute meerderheid. Zelf werd hij met 4603 voorkeursstemmen verkozen in de gemeenteraad. In januari 2019 werd hij zo de eerste burgemeester van de nieuwe fusiegemeente Oudsbergen, tot hij op 1 september 2021 werd opgevolgd door Marco Goossens.
In augustus 2022 werd hij benoemd tot ereburgemeester van Oudsbergen.

## Vlaams parlement
Ceyssens kwam op als tweede opvolger bij de Vlaamse verkiezingen van 13 juni 2004 in de kieskring Limburg voor CD&V - N-VA. Begin januari 2009 volgde hij Vlaams minister Veerle Heeren op als lid van het Vlaams Parlement. Hij ging er zetelen in de commissie Leefmilieu en Natuur, Landbouw, Visserij en Plattelandsbeleid en Ruimtelijke Ordening en Onroerend Erfgoed.  In juni 2009 nam hij deel aan de verkiezingen vanop de eerste opvolgersplaats op de CD&V-lijst. Eind juni 2009 kwam hij opnieuw in het Vlaams Parlement terecht als opvolger van Erika Thijs, die aan haar mandaat verzaakte. In de legislatuur 2009-2014 was hij er lid van de commissies Landbouw, Visserij en Plattelandsbeleid en Leefmilieu, Natuur, Ruimtelijke Ordening en Onroerend Erfgoed. Ook na de Vlaamse verkiezingen van 25 mei 2014 werd hij opnieuw Vlaams volksvertegenwoordiger. Ditmaal ging Ceyssens zetelen in de commissie Mobiliteit en Openbare Werken en in de commissie Leefmilieu, Natuur, Ruimtelijke Ordening, Energie en Dierenwelzijn.
Bij de verkiezingen van 26 mei 2019 was hij lijsttrekker van de Limburgse CD&V-lijst voor het Vlaams Parlement en werd hij verkozen met 35.658 voorkeurstemmen. Nadien was hij van 2019 tot 2021 ondervoorzitter van de commissie Mobiliteit en Openbare Werken.

## Boerenbond
Op 1 september 2021 werd Ceyssens lid van het hoofdbestuur van de Boerenbond, waar hij met ingang van 1 februari 2022 tweede ondervoorzitter werd als opvolger van Georges Van Keerberghen, die met pensioen ging. Omdat deze functie niet combineerbaar was met een politiek mandaat nam Ceyssens in september 2021 ontslag als Vlaams Parlementslid en burgemeester van Oudsbergen.
Op 1 mei 2022 volgde hij Sonja De Becker op als voorzitter van de Boerenbond. In oktober 2022 stelde  Ceyssens namens de Boerenbond in verband met de schadelijkheid van stikstofdepositie dat er geen verschil zou zijn tussen schadelijkheid van de stikstof uit industrie (NOX) en de stikstof afkomstig uit landbouw (NH3) ("stikstof is stikstof"). Dit werd echter door het Instituut voor Natuur- en Bosonderzoek weerlegd..